# Typisk norsk
Typisk norsk är ett studioalbum med Gitarkameratene (Jan Eggum, Lillebjørn Nilsen, Øystein Sunde och Halvdan Sivertsen). Albumet utgavs 1990 av skivbolaget Grappa Musikkforlag A/S. 2010 återutgavs albumet med fyra bonusspår.

## Låtlista
1990-utgåvan
1. "Fisketur i øsende regn" (Lillebjørn Nilsen) – 3:00
2. "Gammal Amazon" (Øystein Sunde) – 2:58
3. "Ryktet forteller" (Jan Eggum) – 3:42
4. "Venner" (Halvdan Sivertsen) – 2:56
5. "Ambassanova" (Øystein Sunde) – 3:00
6. "Adjø Sabine!" (Lillebjørn Nilsen) – 3:45
7. "Plektrene kaller!" (Øystein Sunde/Halvdan Sivertsen) – 3:39
8. "Lene" (Halvdan Sivertsen) – 2:24
9. "Kem ska få følge deg hem" (Jan Eggum) – 3:21
10. "Anna på Grand Canaria" (Lillebjørn Nilsen) – 2:50
11. "Vi e seife" (Jan Eggum) – 3:30
12. "Kjærlighet og fred" (Halvdan Sivertsen) – 2:43

Bonusspår på 2010-utgåvan
1. "Nana!" (Lillebjørn Nilsen) – 2:03
2. "Per og Lise" (Jan Eggum) – 3:14
3. "Gull og grønne skoger" (Vidar Sandbeck) – 2:11
4. "Barn av regnbuen" (Pete Seeger, norsk text: Lillebjørn Nilsen) – 3:08

## Medverkande
Gitarkameratene
- Jan Eggum – sång, gitarr, akustisk basgitarr, dragspel, piano, körsång
- Lillebjørn Nilsen – sång, 6-strängad och 12-strängad gitarr, munharpa, lergök, slidegitarr, munspel, balalaika, ukulele, körsång
- Halvdan Sivertsen – sång, gitarr, körsång
- Øystein Sunde – sång, gitarr, dobro, mandolin, körsång

Bidragande musiker
- Bjørn Kjellemyr, Olaf Kamfjord, Johnny Sareussen – basgitarr
- Paolo Vinaccia – percussion, trummor, körsång
- Holly Odell – violin, sång
- Laila Myseth – sång
- Eivind Aarset – gitarr
- Amund Enger, Geir Rebbestad – körsång
- Audun Erlien – basgitarr, körsång
- Bugge Wesseltoft – dragspel, synthesizer, körsång
- Stian Carstensen – dragspel
- Frøydis Grorud – flöjt
- Aud Ingebjørg Heldaas – viol

Produktion
- Johnny Sareussen – musikproducent
- Ingar Helgesen – ljudtekniker, ljudmix
- Rolf Kjernet – assisterande ljudtekniker
- Jan Erik Kongshaug – remix, remastering på 2010-utgåvan
- Morten Brun, Trygve Schønfelder – foto
- Even Richardson – omslagskonst